# 三宅弘人
三宅 弘人（みやけ ひろと、1934年5月16日 - ）は、日本の裁判官、法務官僚、弁護士。法務省司法法制調査部参事官や、東京高等裁判所部総括判事、東京家庭裁判所長等を歴任した。

## 人物・経歴
1957年国際基督教大学教養学部社会科学科卒業。1961年東京地方裁判所判事補。1963年からフルブライト・プログラムでアメリカ合衆国シカゴに留学し、1965年ノースウェスタン大学法科大学院修了、法学修士。1971年東京地方裁判所判事。1973年法務省司法法制調査部参事官。1975年最高裁判所事務総局民事局課長。1980年東京地方裁判所部総括判事。1984年最高裁判所司法研修所教官。1988年東京地方裁判所所長代行。1992年水戸地方裁判所長。1993年東京高等裁判所部総括判事。1997年東京家庭裁判所長。1999年第一東京弁護士会弁護士登録、
桐蔭横浜大学法学部教授。2004年桐蔭横浜大学法科大学院教授。

## 著書
- 『民事保全法の理論と実務』（共編）ぎょうせい 1990年
- 『基本法コンメンタール 民事保全法』（松浦馨と共編）日本評論社 1993年
- 『民事法総合学修入門』（大澤恒夫と共編）日本評論社 2012年